# Urostylidae
Urostylidae DALLAS, 1851, è una famiglia di insetti dell'ordine Rhynchota Heteroptera, superfamiglia dei Pentatomoidea. 
La famiglia è presente solo in Asia, dove ha un areale che si estende dalla Regione paleartica alla Regione orientale. Comprende specie dai caratteri primitivi, nell'ambito dei Pentatomomorfi, e diverse correlazioni morfologiche sia con famiglie dei Pentatomoidei sia con altre famiglie.

## Sistematica
La famiglia comprende 49 specie e si suddivide in tre sottofamiglie:
- Saileriolinae. Comprende tre specie ripartite fra i generi Saileriola e Ruckesona.
- Urostylinae. Comprende tre specie, ripartite fra i generi Urochela e Urostylis.